# Palaeopsylla dissimilis
Palaeopsylla dissimilis är en loppart som först beskrevs av Peus (fossil, och fick sitt nu gällande namn av  1968. Palaeopsylla dissimilis ingår i släktet Palaeopsylla och familjen mullvadsloppor. Inga underarter finns listade i Catalogue of Life.